# Iszubraszarvas
Az iszubraszarvas (Cervus canadensis xanthopygus) az emlősök (Mammalia) osztályának párosujjú patások (Artiodactyla) rendjébe, ezen belül a szarvasfélék (Cervidae) családjába tartozó vapiti (Cervus canadensis) egyik ázsiai alfaja.

## Előfordulása
Az iszubraszarvas Szibériában a Bajkál-tótól keletre, az Amur vidékén, Mongólia keleti részén, Kína északi területein és Észak-Koreában fordul elő. A legújabb mitokondriális DNS vizsgálat után az Alashan vapitit, amely Kína Alxa, Kanszu és Sanhszi tartományaiban és Mongólia délkeleti részén él, az iszubraszarvassal vonták össze.

## Megjelenése
Az iszubraszarvas sötétebb és vörösesebb színezetű, mint a többi alfaj. Nyak- és lábszőrzete sötét, tükre világos. Testméretben és agancshosszban kisebb, mint az észak-amerikai alfajok.
A vapitiszerű bikák nyakán sörény található, de agancsuk jóval kisebb, mint a rokonoké. A bikáktól eltérően, a suták gímszarvasszerűek és nincs sörényük. Az összes vapiti alfajból ez a leggímszarvasszerűbb, mivel elterjedési területén csak a vegyes lombhullató erdőket kedveli, és nyáron a felnőttek háti szőrzetén fehér pettyek láthatók, mint sok gímszarvasnál.
A suta körülbelül 140-180 kilogrammos, míg a bika testtömege 170-250 kilogramm között van.